# 73 Klytia
73 Klytia је астероид главног астероидног појаса. Приближан пречник астероида је 44,44 km,
а средња удаљеност астероида од Сунца износи 2,665 астрономских јединица (АЈ).
Инклинација (нагиб) орбите у односу на раван еклиптике је 2,372 степени, а орбитални период износи 1589,295 дана (4,351 године). Ексцентрицитет орбите астероида износи 0,042.
Апсолутна магнитуда астероида износи 9,00 а геометријски албедо 0,224.
Астероид је откривен 7. априла 1862. године.